# Arnolds Park
Arnolds Park è una città degli Stati Uniti, situata nella Contea di Dickinson, nello Stato dell'Iowa.

## Geografia fisica
Arnolds Park è situata a 43°21′56″N 95°07′47″W (43.365636 -95.129805). La città ha una superficie di 3,4 km², interamente coperti da terra. Arnolds Park è situata a 434 m s.l.m.

## Società

### Evoluzione demografica
Al censimento del 2000, Arnolds Park contava 1.162 abitanti e 580 famiglie. La densità di popolazione era di 341,76 abitanti per chilometro quadrato. Le unità abitative erano 1.147, con una media di 337,35 per chilometro quadrato. La composizione razziale contava il 97,50% di bianchi, lo 0,26% di afroamericani, lo 0,77% di nativi americani, lo 0,09% di asiatici, lo 0,09% di isolani del Pacifico e lo 0,09% di altre razze.
| Anno | Abitanti |
| ---- | -------- |
| 1900 | 251      |
| 1910 | 273      |
| 1920 | 478      |
| 1930 | 597      |
| 1940 | 855      |
| 1950 | 1.078    |
| 1960 | 953      |
| 1970 | 970      |
| 1980 | 1.051    |
| 1990 | 953      |
| 2000 | 1.162    |